# 蒙特布鲁诺
蒙特布鲁诺（義大利語：Montebruno），是意大利熱那亞廣域市的一个市镇。总面积17.5平方公里，人口221人，人口密度12.6人/平方公里（2009年）。ISTAT代码为010038。